# Tốc độ chuyển hóa cơ bản

Máy trong phòng thí nghiệm đo nhiệt lượng gián tiếp với "mũ trùm" (kỹ thuật pha loãng)

Tốc độ chuyển hóa cơ bản (BMR-Basal metabolic rate) là tốc độ chi tiêu năng lượng trên một đơn vị thời gian của động vật nội nhiệt trong lúc nghỉ ngơi. Chúng có thể được ghi lại với các đơn vị năng lượng trên một đơn vị thời gian khác nhau, từ watt (joule/giây) đến ml O2/phút hoặc joule mỗi giờ cho mỗi kg khối lượng cơ thể J/(h·kg). Việc đo lường chính xác yêu cầu phải đáp ứng một bộ tiêu chí nghiêm ngặt. Các tiêu chí này bao gồm đối tượng đang trong trạng thái vật lý và tâm lý không bị xáo trộn, ở môi trường trung tính về nhiệt, và nhóm thí nghiệm phải ở trạng thái sau-hấp thụ (tức là, không chủ động tiêu hóa thức ăn). Trong các động vật trao đổi chất chậm, chẳng hạn như cá và bò sát, tốc độ chuyển hóa tiêu chuẩn (SMR) với ý nghĩa tương đương được sử dụng. Việc đo lường vẫn tuân theo các tiêu chí tương tự như BMR, nhưng yêu cầu có thông tin về nhiệt độ mà tại đó tốc độ trao đổi chất được đo. Điều này làm cho BMR trở thành một biến thể của phép đo tốc độ trao đổi chất tiêu chuẩn, nhưng bỏ đi dữ liệu nhiệt độ, một thực tế đã dẫn đến các vấn đề trong việc xác định tốc độ chuyển hóa "chuẩn" cho nhiều động vật có vú.
Trao đổi chất bao gồm các quá trình mà cơ thể cần hoạt động. Tốc độ chuyển hóa cơ bản là lượng năng lượng trên một đơn vị thời gian mà một người cần giữ cho cơ thể hoạt động ở trạng thái nghỉ ngơi. Một số trong những quá trình đó là thở, tuần hoàn máu, kiểm soát nhiệt độ cơ thể, tăng trưởng tế bào, chức năng não và thần kinh, và co cơ. Tốc độ trao đổi chất cơ bản (BMR) ảnh hưởng đến tốc độ mà một người đốt cháy calo và có thể dự đoán được rằng liệu cá nhân đó có duy trì, tăng hoặc giảm cân hay không. Tốc độ trao đổi chất cơ bản chiếm khoảng 60 đến 75% chi tiêu calo hàng ngày của các cá nhân. BMR bị ảnh hưởng bởi nhiều yếu tố. BMR thường giảm 1–2% mỗi thập kỷ sau 20 tuổi, chủ yếu là do mất khối lượng không có chất béo, mặc dù khac biệt giữa các cá thể là cao.